# HCJB - A voz dos Andes

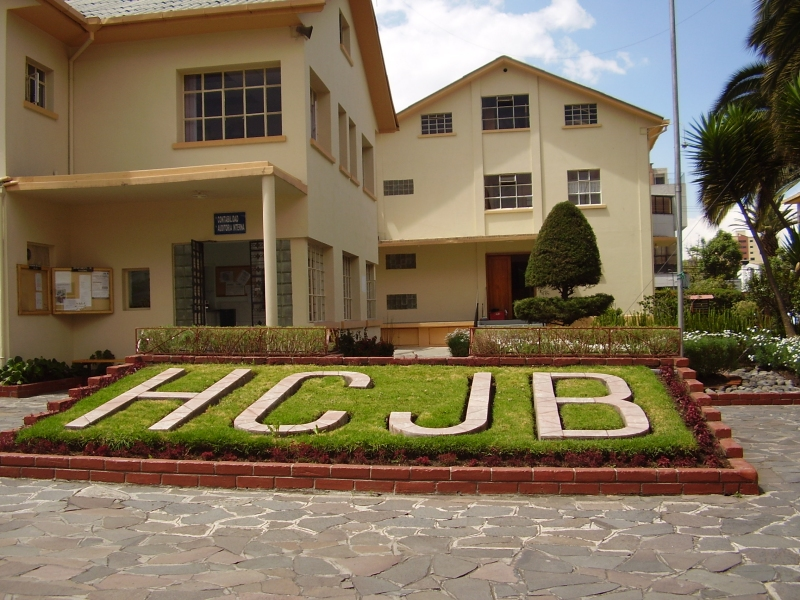
Sede do HCJB.

A radio HCJB "A voz dos Andes" é a primeira rádio online missionária do mundo e toca a vida humana em todo o planeta desde 1931. Em colaboração com os seus sócios locais, a HCJB Global trabalha atualmente em mais de cem países e emite a Boa Nova de Jesus Cristo em cerca de 120 idiomas e dialetos.
A HCJB Brasil está sediada em Curitiba, PR.

## História
Fundada em 25 de dezembro de 1931, em Quito, Equador, a HCJB – A Voz dos Andes é uma associação de radiodifusão do Evangelho, interdenominacional e sem fins lucrativos. Tendo como propósito proclamar a Palavra de Deus para que vidas sejam transformadas e adicionadas ao Reino de Deus.
A programação no idioma português começou em 1964.
Durante muitos anos, os programas eram transmitidos em ondas curtas do Equador. Depois, tiveram que sair de lá e passaram a transmitir da CVC no Chile e, posteriormente, da Alemanha.
Com o encerramento das ondas curtas mais mudanças se fizeram necessárias; atualmente a HCJB Brasil continua produzindo programas para atender várias rádios locais e parceiros nacionais e internacionais.
O site da rádio possibilita que muitas web rádios baixem a programação e retransmitam, além de centenas de pessoas que semanalmente ouvem e compartilham este conteúdo.
Mais recentemente, foi desenvolvido um aplicativo de celular para aqueles que têm acesso à internet, também tenham acesso à programação da HCJB a qualquer momento.
E, para aqueles que não têm acesso a internet a radio disponibiliza o Micro SD Card, que é um cartão de memória que contém a Bíblia da Sociedade Bíblica do Brasil em áudio, além de 300 horas de programas diversos produzidos pela HCJB. Para utilizar, basta que este cartão Micro SD seja inserido no celular e todo esse importante conteúdo estará disponível para ouvir através do player do aparelho.
Objetivo de tudo isso é alcançar vidas para Cristo e proporcionar crescimento pelo conhecimento da Bíblia, a Palavra de Deus.